# Васмунд, Георгий Робертович
Георгий Робертович Васмунд (1840—1904) — русский генерал, участник русско-турецкой войны 1877—1878 гг.

## Биография
Георгий Васмунд родился 6 января 1838 года. Происходил из дворян Ставропольской губернии, сын участника Кавказской войны, генерал-майора Роберта Карловича Васмунда.
Окончив физико-математический факультет в Ришельевском лицее, он поступил в Константиновское военное училище и в 1859 году был произведён в прапорщики и назначен Лейб-гвардии 4-й стрелковый Императорской Фамилии батальона с зачислением в Михайловскую артиллерийскую академию. Окончив её, Васмунд вернулся в батальон и принял участие в усмирении польского мятежа 1863 г. 14 ноября 1874 года он был назначен адъютантом к великому князю Владимиру Александровичу.
В русско-турецкую войну 1877—1878 гг. полковник Васмунд находился с великим князем в Рущукском отряде наследника цесаревича и 8 октября 1877 года был награждён орденом св. Георгия 4-й степени
В воздаяние за отличие, оказанное при овладении после упорного боя, селением Кадыкиой, 19 Августа 1877 года, и за успешное окончание дела 23 того же Августа, против втрое сильнейшего неприятеля
24 октября 1877 года Васмунд был назначен командиром лейб-гвардии 1-го стрелкового Его Величества батальона и участвовал с ним при взятии Правеца, Врацкого перевала, в сражениях при Ташкисене, д. Враждебна и при взятии Софии. В 1878 году пожалован во флигель-адъютанты.
30 августа 1886 года Георгий Робертович Васмунд был произведён в генерал-майоры со старшинством на основании Манифеста 1762 года (впоследствии установлено с 6 мая 1887 года) и 12 февраля 1890 года назначен командиром лейб-гвардии Измайловского полка. 17 февраля 1891 года Васмунд, оставаясь в должности командира полка, был назначен командиром 2-й бригады 1-й гвардейской пехотной дивизии; 30 января 1893 года он был отчислен от командования лейб-гвардии Измайловским полком, с оставлением бригадным командиром, а 14 мая того же года перемещён на должность командира 1-й бригады той же дивизии. Этот пост он занимал менее полутора лет и 29 сентября 1894 года был назначен состоять в распоряжении главнокомандующего войсками гвардии и Петербургского военного округа великого князя Владимира Александровича.
15 июля 1896 года Г. Р. Васмунд получил чин генерал-лейтенанта, а 7 апреля следующего года — должность начальника гвардейской стрелковой бригады. Пробыв начальником гвардейской стрелковой бригады около года, 12 мая 1898 года Васмунд был назначен начальником 1-й гвардейской пехотной дивизии, но уже через три месяца, 17 августа, получил пост начальника штаба войск гвардии и Петербургского военного округа, который занимал до конца жизни. Будучи одним из ближайших сотрудников главнокомандующего войсками гвардии и округа великого князя Владимира Александровича, Васмунд в течение шести лет с неослабной энергией заботился о боевой подготовке войск и об улучшении их быта.
Георгий Робертович Васмунд скончался 30 мая 1904 года  в городе Берне (Швейцария) и был погребён на Казанском кладбище в Царском Селе.
Сын — Владимир Георгиевич Васмунд.

## Награды
- Орден Святого Станислава 3-й степени с мечами и бантом (1863)
- Орден Святой Анны 3-й степени (1864)
- Орден Святого Владимира 4-й степени (1873)
- Орден Святого Станислава 2-й степени (1876)
- Орден Святого Георгия 4-й степени (1877)
- Орден Святого Владимира 3-й степени с мечами (1878)
- Золотая сабля с надписью «За храбрость» (1878)
- Орден Святой Анны 2-й степени с мечами (1879)
- Орден Святого Станислава 1-й степени (1889)
- Орден Святой Анны 1-й степени (1892)
- Орден Святого Владимира 2-й степени (1894)
- Орден Белого орла (1898)
- Орден Святого Александра Невского (06.12.1902)

## Источник
- Васмунд, Георгий Робертович // Военная энциклопедия : [в 18 т.] / под ред. В. Ф. Новицкого … [и др.]. — СПб. ; [М.] : Тип. т-ва И. Д. Сытина, 1911—1915.